# Mabar Hilir
Mabar Hilir is een bestuurslaag in het regentschap Medan van de provincie Noord-Sumatra, Indonesië. Mabar Hilir telt 26.222 inwoners (volkstelling 2010).